# Диденко, Николай Алексеевич
Никола́й Алексе́евич Диде́нко (род. 1 марта 1976, Москва, РСФСР, СССР) — российский оперный певец, бас. Младший брат оперного певца Олега Диденко.

## Биография
Николай Диденко родился 1 марта 1976 года в Москве.
Окончил московское хоровом училище им. А. В. Свешникова, детскую музыкальную школу им. В. В. Стасова по классу скрипки. В 2001 году окончил Академию хорового искусства им. В.Попова, в 2003 году там же окончил аспирантуру в классе профессора Дмитрия Вдовина.
Выступал с Академическим хором мальчиков под управлением Виктора Попова. В конце 90-х работал как хоровой дирижёр, регент, и вместе с детско-юношеским хором Патриаршего подворья неоднократно завоевывал первые места на хоровых фестивалях духовной музыки. Годы спустя Николай неоднократно поднимался на одну сцену вместе со знаменитыми хоровыми капеллами в качестве солиста — в частности, с хором Сретенского мужского монастыря.
С 1994 по 1997 год – артист вокальной группы Московского театра Ленинского комсомола.
С 2002 по 2003 год — ведущий солист театра «Новая Опера», исполнял партии в «Евгении Онегине» (Князь Гремин), «Моцарте и Сальери» (Сальери), «Реквием» Дж. Верди.
2003—2005 — солист Houston Grand Opera (США), исполнил партии в спектаклях «Турандот», «Севильский цирюльник», «Волшебная флейта», «Тоска», «Юлий Цезарь».
С 2004 года Николая Диденко представляет крупнейшее международное агентство «Асконас Холт» (Англия). С этого момента начинается международная карьера Николая Диденко.
В разные годы он сотрудничал с Вашингтонской национальной оперой, Кельнской оперой, Датской Королевской оперой, Нью-Йорк Сити Опера, Опера Бастилия (Париж) и другими всемирно известными оперными театрами.
С марта 2013 года Николай Диденко — приглашённый солист Большого театра в опере В. Беллини «Сомнамбула» (граф Родольфо).

### Творчество
Николай Диденко исполнил партии в операх «Моцарт и Сальери», «Риголетто», «Евгений Онегин», «Тоска», «Юлий Цезарь», «Мадам Баттерфляй», «Севильский Цирюльник», «Турандот», «Волшебная Флейта», «Маленький принц», «Трубадур», «Идоменей», «Ромео и Джулиетта», «Золушка», «Троянцы», «Милосердие Тита», «Дон Карлос», «Бал-маскарад», «Богема», «Сомнамбула», «Капулетти и Монтекки», «Аида», «Норма», «Турок в Италии», «Фальстаф», «Сила судьбы», «Симон Бокканегра», «Дон Жуан», «Борис Годунов», мировую премьеру оперы «Лисистрата» и участвовал в концертах исполняя Маленькую Торжественную мессу и «Стабат Матер» Россини; «Раёк», 13 и 14 симфонии Шостаковича, 8 симфонию Малера, Реквием и мессы Моцарта, «Стабат Матер» Дворжака, Реквием Верди.
В разные годы сотрудничал со знаменитыми певцами современности: Рамоном Варгасом, Рене Флеминг, Николаем Гяуровым, Миреллой Френи, Эдитой Груберовой, Федерикой Фон-Штаде, Владимиром Галузиным, Марией Гулегиной, Джун Андерсон, Брин Терфилем, Матти Сальминеном, Массимо Джордано, Лорой Клейкомб и др.; под управлением дирижёров Антониелло Аллеманди, Патрика Саммерса, Эдоардо Мюллера, Нелло Санти, Марко Армильято, Владимира Федосеева, Владимира Спивакова, Рудольфа Баршая, Михаила Плетнёва, Геннадия Рождественского и др.
В 2017 году удостоен «Гремми» в составе исполнителей сочинения К. Пендерецкого «Dies Illa».

### Благотворительная деятельность
С 2005 года Николай Диденко является бессменным художественным руководителем благотворительного фестиваля «Белый пароход». Программа направлена на реабилитацию посредством искусства, обучению вокальному и хоровому искусству, игре на музыкальных инструментах для музыкально одаренных детей с ограниченными возможностями, детей из неполных семей, детских домов и интернатов. Возникла на Дальнем Востоке в Хабаровском крае, с годами приобрела всероссийский размах.
За годы существования «Белого парохода» его воспитанники и выпускники получили музыкальное образование в таких ведущих учебных заведениях России как Хоровое училище им. Свешникова, Академия хорового искусства им. В.Попова, ГМУЭДИ, РАМ им. Гнесиных и др., принимали участие в престижных детских и юношеских конкурсах, участвовали в Дельфийских играх, в детском Евровидении, и, главное, обрели новые семьи, опекунов и получили возможность изменить свою прежнюю жизнь.
Проект поддерживается Академией хорового искусства им. В.Попова. Среди тех, кто поддерживает и тепло отзывается о «Белом пароходе», — композитор Александра Пахмутова и поэт Николай Добронравов.
«Белый пароход» под руководством Николая Диденко с лета 2005 года провел несколько рейсов по Амуру, круиз по Волге (в мае 2012 года), давал концерты как в Хабаровском крае, так и в Москве (на сцене Дворца на Яузе в 2011 году и в театре «Новая опера» в 2012 году). Летом 2013 года по мере возобновления рейсов теплохода «Василий Поярков» на Дальнем Востоке Николай Диденко вместе со своими воспитанниками вновь отправился в музыкальный круиз по Амуру. С 2014 г. с прекращением пассажирской навигации проект стал сухопутным детским оздоровительным лагерем.

## Награды
- Премия Президента Российской Федерации в области литературы и искусства за произведения для детей и юношества (22 марта 2024 года) — за создание благотворительного фестиваля для детей «Белый Пароход»[19].